# El director de orquesta
El director de orquesta (en polaco: Dyrygent) es una película dramática polaca de 1980 dirigida por Andrzej Wajda. Participó en la 30 edición del Festival Internacional de Cine de Berlín, donde Andrzej Seweryn ganó el Oso de Plata al Mejor Actor. También se proyectó en el Festival de Cine de Nueva York de 1980.

## Sinopsis
Después de cincuenta años de exilio, un viejo y célebre director de orquesta decide regresar a su patria. Durante los ensayos tiene un enfrentamiento con el director local, hombre ambicioso y marido posesivo de una violinista, hija de la mujer de la que el exiliado estuvo enamorado en su juventud. El film presenta el enfrentamiento entre dos éticas, la del anciano enamorado del arte, y la del inescrupuloso advenedizo, capaz de utilizar cualquier medio para lograr sus fines. Entre ambos, la mujer que, inevitablemente reconoce la realidad, y actúa como desencadenante del conflicto.

## Reparto
- John Gielgud - John Lasocki
- Krystyna Janda - Marta
- Andrzej Seweryn - Adam Pietryk
- Jan Ciecierski - Padre de Marta
- Maria Seweryn - Marysia
- Józef Fryzlewicz - Gobernador
- Janusz Gajos - Alto Funcionario
- Mary Ann Krasinski - Amiga de Marta
- Anna Lopatowska - Anna
- Mavis Walker - Lilian
- Tadeusz Czechowski - Tadzio
- Marek Dabrowski - Oficial
- Stanislaw Górka - Bajista
- Jerzy Kleyn
- Elzbieta Strzalkowska
- Jerzy Szmidt
- Wojciech Wysocki - Kwiatkowski
- Stanislaw Zatloka - Rysio